# Les Sept Sortilèges
Les Sept Sortilèges ou Les Sept Geasa  (The Seven Geases) est une nouvelle de l'écrivain américain Clark Ashton Smith, publiée dans le pulp Weird Tales en octobre 1934, puis en français dans le recueil L'Empire des nécromants en 1986.

## Genèse de l'œuvre
Structurée comme un « conte authentique », la nouvelle a pour cadre l'Hyperborée à l'instar de plusieurs autres récits de Clark Ashton Smith. Celui-ci apprend l'existence de cet antique mythe grec par le biais des interprétations ésotériques contemporaines des théosophes qui décrivent cette région arctique imaginaire au climat tropical paradisiaque comme la demeure d'une « deuxième race mère » plus évoluée que la civilisation humaine.
Dernier récit « hyperboréen » de l'auteur, Les Sept Sortilèges présente une tonalité ironique caractéristique de ce cycle (en).

## Résumé
La nouvelle retrace les déconvenues de Ralibar Vooz, haut magistrat hyperboréen. Lors d'une de ses coutumières parties de chasse, il interrompt malencontreusement un rituel du magicien Ezdagor, qui l'envoûte en représailles. Par conséquent, l'infortuné Vooz se sent irrésistiblement contraint à servir d'offrande au dieu-crapaud Tsathoggua. Or, déjà repue grâce au sacrifice d'une précédente victime, la divinité batracienne ne daigne pas s'intéresser au magistrat.
Toujours sous l'emprise du maléfice, Ralibar Vooz doit donc se présenter successivement devant d'autres entités — dont le dieu-araignée Atlach-Nacha —, qui ne tiennent pas davantage compte de lui,. Ainsi délaissé à plusieurs reprises, le chasseur émérite se remet à espérer en son salut. Lorsque le sortilège cesse enfin de faire effet, Vooz se dispose à s'enfuir mais il chute et disparaît dans le vide qui s'étend sous la toile d'Atlach-Nacha.

## Intertextualité
Conformément à sa conception d'un mythe de Cthulhu méthodiquement organisé, l'écrivain Lin Carter porte aux nues Les Sept Sortilèges en raison de ses apports au « panthéon » des Grands Anciens. De fait, outre l'introduction du dieu-araignée Atlach-Nacha, la nouvelle convoque deux créatures déjà employées par Clark Ashton Smith. Évoquée ici sous le nom d'Abhoth,, l'entité Ubbo-Sathla s'était initialement manifestée dans la nouvelle du même nom, publiée en 1933.
Tsathoggua, quant à lui, apparaît physiquement pour la première fois dans Les Sept Sortilèges mais Clark Ashton Smith mentionnait déjà son nom dans son premier récit « hyperboréen », L'Histoire de Satampra Zeiros (The Tale of Satampra Zeiros). Cette nouvelle, rédigée en 1929 et publiée en 1931,, fait forte impression sur Howard Phillips Lovecraft qui évoque à son tour le dieu-crapaud dans Le Tertre.
Par la suite, Lin Carter écrit une variante des Sept Sortilèges sous le titre The Descent into the Abyss : The History of the Sorcerer Haon-Dor.

## Adaptation
Atlach-Nacha représente vraisemblablement la source d'inspiration de la monstruosité arachnéenne vénérée par une secte étrange dans le film d'horreur italien Il nido del ragno (titre anglais : The Spider Labyrinth) réalisé par Gianfranco Giagni en 1988.